# Медаль «За походи в Середній Азії 1853-1895»
Медаль «За походи в Середній Азії 1853—1895» — державна нагорода Російської імперії. Заснування цієї медалі ознаменувало проведення памірських експедицій загону Іонова та закінчення експансії Російської імперії в Середній Азії.

## Основні відомості
Медаль «За походи в Середній Азії 1853—1895» — медаль Російської імперії для нагородження осіб, які мали відношення до військових походів та експедицій у Середній Азії з 1853 по 1895 рік. Медаль мала два варіанти — срібну та бронзову. Медаль заснована 14 (26) липня 1896 року за указом імператора Миколи II.

## Порядок вручення
Срібною медаллю нагороджувалися такі особи:
- Усі військові, як стройові, і нестройові, волонтери, що брали участь у будь-яких військових походах і експедиціях у Середній Азії з 1853 по 1895 рік і що побували у своїй у бойових діях, збройних зіткненнях тощо;
- Лікарі, санітари, сестри милосердя, інші медичні працівники, які брали участь у тих же походах та експедиціях і виконували свої обов'язки в тих самих бойових умовах. Нагороджувалися медпрацівники, що проходили військову службу, так само як і належали до Російського товариства Червоного хреста;
- Священики, якщо вони брали участь у тих самих походах та експедиціях і виконували свої обов'язки в тих же бойових умовах.

Бронзовою медаллю нагороджувалися такі особи:
- Усі військові та ополченці, що брали участь у будь-яких військових походах і експедиціях у Середній Азії з 1853 по 1895 рік і не побували в бою;
- Лікарі, санітари, сестри милосердя, інші медичні працівники, які брали участь у тих же походах та експедиціях. Нагороджувалися медпрацівники, які проходили військову службу, так само як і належали до Російського товариства Червоного хреста;
- Священики, якщо вони брали участь у тих самих походах та експедиціях;
- Усі військові та цивільні чини, які відряджені або складалися при військах або ополченнях, що брали участь у тих же походах та експедиціях;
- Волонтери, вільнонаймані працівники, які виявили військові відмінності в тих же походах та експедиціях;
- Особи всіх станів, які надали якісь заслуги у тих самих походах і експедиціях.

Таким чином, нагороджувалися учасники цілого ряду походів, експедицій та інших військових подій від походу Перовського на кокандську фортецю Ак-мечеть до памирських експедицій загону Іонова, які завершили територіальну експансію Російської Імперії в Середній Азії.

## Опис медалі
Медалі зроблені зі срібла або світлої бронзи. Діаметр 28 мм. На лицьовому боці медалі зображені вензелі чотирьох імператорів Російської Імперії: Миколи I, Олександра II, Олександра III і Миколи II. Над кожним вензелем зображена Велика імператорська корона. На зворотному боці медалі горизонтально розташований напис у чотири рядки:
За
походы въ
Средней Азіи
1853—1895 г.г.
Основний тираж виготовлено на Санкт-Петербурзькому монетному дворі. Існують варіанти медалі, що з тим, що допускалося виготовлення медалі приватними майстернями. Різні варіанти можуть дещо відрізнятися деталями зображення.

## Порядок носіння
Медаль мала вушко для кріплення до колодки чи стрічки. Носити медаль слід було на грудях. Стрічка медалі — комбінована Георгіївсько-Володимирська. З 13 серпня 1911 року, за указом Миколи II, поранені та контужені в боях отримали можливість носити ці медалі на стрічці з бантом.

## Зображення медалей

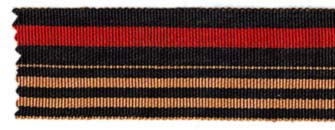
Стрічка